# Leusemia
Leusemia, también conocida como Leuzemia, es una banda peruana de rock conformada en 1983 en Lima (Perú). Sus miembros originales fueron Daniel F (Daniel Valdivia), Kimba Vilis (Gustavo Valdivia, hermano de Daniel) y Raúl Montaña Montañez. Sus influencias son tan diversas como Pink Floyd y Ramones. Son uno de los grupos más activos y más influyentes del rock peruano. El nombre del grupo quiso ser la palabra leucemia, pero al registrarlo cometieron una falta de ortografía. El grupo ha tenido varias formaciones debido a la constante introducción y mejora de diferentes instrumentos en la senda de su avance hacia la música progresiva.

## Historia

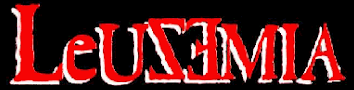
Logotipo de la banda

Daniel F y Kimba Vilis son hermanos y crecieron en la Unidad Vecinal n.º 3, ubicada en el Cercado de Lima. Ambos, no tan buenos estudiantes, sintieron gran afición por la música especialmente por grupos como Ramones y Pink Floyd. Hacia 1983, cansados del hastío deciden formar una banda con Leopoldo "Leo Escoria" La Rosa (en voz y guitarra) y Kimba Vilis (en batería). Debutaron en julio de 1983 en un bar llamado "La Caverna", un local que quedaba en el Jr. Moquegua en el Centro de Lima. Se pusieron de nombre Leucemia, pero cometieron el error de escribirlo con s. Aquella noche tocaron el tema «En una noche invernal de surf», llamando la atención por su apariencia, su comportamiento y porque tocaban sus propias canciones y en castellano. A pesar de todo, ellos aseguraban no ser un grupo punk. Un año después se uniría Raúl Montaña Montañez.

### El inicio (1985)
Se vuelven populares en los más suburbanos rincones de Lima, presentándose en cualquier parte junto a grupos del estilo de música latina. El grueso de sus seguidores eran punks, metaleros y hardcores.
En esa época tocaban rock & roll simple. Con el tiempo inspirarían a otros jóvenes a formar bandas, que a su vez fueron el germen junto con Leusemia de la movida subte. Canciones como «Decapitados», «Rata sucia» y «Crisis en la gran ciudad», compuestos por Leo Scoria, se convirtieron en himnos de este movimiento contracultural peruano. De esta primera oleada de bandas surgen bandas como Narcosis, Autopsia, Guerrilla Urbana y Zcuela Crrada. Montaña en la primera guitarra para darle más potencia, pero a la larga esto limitaría el arsenal de canciones, ya que una de las características del grupo era tocar varios estilos en un mismo concierto.
A medida que se hicieron más populares creció el interés comercial hacia ellos, por eso la empresa discográfica El Virrey los contactó para grabar un disco. El grupo aceptó como una forma de decirle a los grupos comerciales que ellos pudieron hacer un disco sin necesidad de vender su música. Pese a esto, al no contar con la imagen de chicos buenos, el primer disco Leusemia no tuvo difusión alguna. Sin embargo al poco tiempo se convirtió en un éxito de ventas.

### La separación (1986-1995)
Tras el éxito inicial, en enero de 1986 Daniel F dejó la banda por diferencias con los integrantes provocadas por terceras personas. Seguirían unas semanas sin él, pero finalmente la banda se separó.
Durante ese período colaboraron con otras bandas, como Voz Propia, Flema y Ataque Frontal. Kimba se unió a Zcuela Crrada, Autopsia, Yndeseables, La Banda del Kadalzo, María T-Ta y El Empujón Brutal. Daniel F lanzó once casetes entre los años 1986 y 1990. Uno de ellos, Kúrsiles romanzas, sería el segundo más pirateado de la época. Formaría parte de bandas como Flema, Kaos y Frente Negro, y serviría como «ingeniero de sonido» en conciertos de la movida.

### El regreso de la banda (1995-1997)
En 1995, Daniel encontró a su hermano Kimba y a Montaña en el bastión subterráneo Mamani's Pub (en la Av. Javier Prado Oeste). Tras una tertulia de reconciliación decidieron retomar la banda. Esa misma noche tocarían en el local, ante el desenfreno de gente que veía que el regreso de Leusemia se volvería realidad.
Al poco tiempo lanzaron el disco A la mierda lo demás, de la empresa Huasipungo Records. El disco se vendió rápido y se hizo muy popular. El grupo continuó tocando en diferentes locales de Lima atrayendo más seguidores.
Hacia 1996 Montaña dejó la banda, siendo reemplazado por Luis Lucho Sanguinetti. Con él en 1997 saldría el disco en vivo El infierno del némesis, con la suma de Julio Romani en el teclado.

### El giro progresivo (1998-2002)
A finales de los años noventa, la vena creativa de Daniel F y su amor por los clásicos de los años setenta, harían girar a Leusemia hacia el género del rock progresivo. En 1998 ya se corría la voz acerca del nuevo disco del grupo con el tentativo nombre de Mojón. El título finalmente fue Moxón: el estokástiko viaje de Defekón I a través de los tiempos, un disco doble que decepcionó a algunos seguidores, por tener varias canciones largas y experimentales donde la banda jugaba con muchos sonidos.[cita requerida] A pesar de la posibilidad de perder más fanáticos en 1999 lanzan su cuarto álbum, Yasijah, un disco completamente progresivo. Contra lo esperado por muchos, consiguen más seguidores maravillados por el nuevo sonido. Para este disco la banda contó con Aldo Toledo en los teclados y Nilo Borges en el violín. En el 2000 presentaron su álbum Al final de la calle en el Centro Cultural de la Universidad La Católica de Lima. El 19 de julio de 2002 fueron teloneros del grupo chileno Los Prisioneros en su concierto en Lima.

### Los veinte años (2003)
En 2003, la banda cumplió veinte años. Por el aniversario diversas bandas peruanas grabaron el disco Tributo a Leusemia - 1983-2003; además se editó el álbum recopilatorio 20 años sobre un sueño, con una portada inspirada del disco Srgt. Peppers Lonely's Heart Club, de la banda británica The Beatles. Apareció también el disco Leusemia en Cailloma, grabado de un concierto en un local del jirón Cailloma, lugar de prostitución callejera. Ese año, el programa Zona 103 volvió a realizar un concierto, pero esta vez sería un festival llamado «Nacional Sale a la Calle», junto a bandas como Rafo Ráez y Los Paranoias, MASACRE, Ni Voz Ni Voto, etc. Entró en la banda Walter Peche a la primera guitarra quedando Daniel en voz y segunda guitarra. 

### Hospicios (2004-2008)
Sanguinetti dejó la banda luego de un escándalo mediático que involucró a Daniel y a Kimba, quienes revelaron irresponsablemente que el bajista era portador del VIH, haciendo una aparición en un programa de prensa rosa dirigido por Magaly Medina. Luis Sanguinetti fue reemplazado por Kike Altez (de Histeria Kolectiva).
La banda, sin Sanguinetti ni Nilo Borges, lanzó en el 2004 el disco Hospicios: los últimos ciudadanos de la séptima casa de la oscuridad, su disco más progresivo,[cita requerida] una obra conceptual que aborda la temática de la locura. El disco fue tocado en su totalidad por primera vez en el Teatro de la Universidad Nacional de Ingeniería y luego presentado en el Parque de la Exposición, con un lleno total, luego también se presentaría en un canal por cable en un programa dedicado al rock y a la música. Luego sacarían es disco acústico en vivo El ojo de las nebulosas.
El violinista cubano Nilo Borges falleció a principios de 2005.
Hacia 2006 la banda lanzó Leusemia en el Rock en el parque VIII, disco digital que además contenía vídeos del concierto. En octubre del 2007, con motivo de la muerte de Edwin Zcuela (excantante de la banda amiga Zcuela Crrada), la formación del disco A la mierda lo demás retornó por unas noches.

### 25 Años sobre un sueño (2008)
El 18 de julio de 2008 la banda celebró sus 25 años de trayectoria en un concierto, organizado por Imago Producciones y Traumfabrik Producciones. Fue realizado en el anfiteatro del Parque de la Exposición. El evento contó con bandas amigas como Narcosis, La Sarita y MASACRE, el mayor atractivo de este evento fue la reunión de los integrantes originales de Leusemia: Daniel F, Kimba Vilis, Raúl Montañez y ―desde Europa, después de 20 años― Leo Escoria. A fines del mes de octubre de 2008, la productora Traumfabrik lanzó un DVD de este concierto en formato documental que recopiló momentos previos al evento.

## Actualidad
Durante los últimos años Leusemia ha obtenido un estatus de banda de culto en el Perú.[cita requerida] Sus temáticas de movimiento Punk hoy en día también son mezcladas con situaciones de la realidad social del Perú así como también en muchos países de Hispanoamérica como el maltrato animal y la violencia contra la mujer.
A pesar de su condición subterránea ha logrado llegar a multitudes limeñas; Leusemia va ganando seguidores de distintos géneros y es así como deja los circuitos subterráneos para tocar ante multitudes y festivales.
En abril de 2009 compartió escenario con la mítica banda Kiss, teniendo como escenario el Estadio Nacional del Perú en toda su capacidad.
En noviembre de 2010 se presentó en el Lima Hot Festival junto a Smashing Pumpkins y Stereophonics.
El 15 de enero de 2011 Leusemia volvió a los escenarios para interpretar Hospicios en su totalidad. Esta vez dieron vida al disco los músicos de Leusemia más los actores del colectivo escénico Angeldemonio. Al final de la noche salió una vez más al escenario Daniel F con Raúl Montañez en la guitarra, Kike en el bajo y Peter Ballivian (productor del evento) de invitado en la batería para ejecutar tres temas. La banda redujo su personal a la primitiva formación de trío, dando presentaciones en formato de rock and roll.

### Leo Escoria, un hombre y un destino subterráneo
La historia de esta banda ha tenido momentos protagónicos en la historia del rock nacional, pero cabe una mención aparte para Leopoldo La Rosa, conocido en el ambiente subte como Leo Escoria. Muchos historiadores e escritores de libros vinculados al movimiento subterráneo de los años ochenta mencionan como parte fundamental, por no decir principal, la aparición de Leo Escoria, en todo este movimiento generacional que se gestó en los ochenta.[cita requerida] Artista, músico, compositor, pintor, escultor y sobre todo transgresor y artífice aportando muchas ideas a su banda y amigos de la época subterránea ochentera, así es recordado Leo Escoria por todo aquel que lo conoció en los años ochenta, muy aparte de su espíritu bohemio y rocanrolero de aquellos años. Muchas historias se han tejido sobre este personaje del rock subterráneo, muy pocas conocidas por las actuales generaciones.
Como punto final muchos se atreven a decir que la historia del rock peruano se divide en dos: una antes de la aparición de Leusemia en los años ochenta, y otra después de la explosión de la banda y la movida subte, iniciando así junto a Daniel F, Kimba Bilis y Raúl Montañez, la historia para muchos más grande del rock peruano.

### La lucha actual de cuatro músicos de Leusemia y el rock nacional.
En 2014, treinta años después de la creación de la banda, junto con Aldo Toledo, Raúl Montañez y Lucho Sanguineti de la banda Héroe Inocente. Cada uno en proyectos por separado y bandas diferentes, estos grandes músicos siguen luchando en esta movida subterránea limeña, donde las caras nuevas abundan y los cambios propios de una época diferente, hacen de esta movida actual peruana una esperanza de resurgir en cualquier momento una explosión musical tal como fue en los años ochenta.

## Discografía

### Oficiales
- 1985: Leusemia (El Virrey).
- 1995: A la mierda lo demás (Huasipungo Records).
- 1998: Moxón (Huasipungo Records).
- 1999: Yasijah (L-25 Producciones).
- 2000: Al final de la calle (L-25 Producciones).
- 2004: Hospicios (L-25 Producciones).

### Recopilatorios
- 1991: Leusemia: los primeros doce meses, volumen 1
- 1991: Leusemia: los primeros doce meses, volumen 2
- 2003: 20 años sobre un sueño.

### En vivo
- 1997: El infierno del némesis.
- 2000: Zona 103 - En vivo Radio Nacional.
- 2001: Canto enfermo - En vivo en el Cuzco.
- 2003: Leusemia en Cailloma.
- 2004 aprox.: Nacional sale a la calle (varios artistas).
- 2005: El ojo de las nebulosas.
- 2006: Leusemia en el Rock en el Parque VIII.

### Discos tributo
- 2003: Tributo a Leusemia - 1983-2003.

## Filmografía
- 2008: La noche de los 25 años (DVD).

## Formaciones de la banda
La banda ha tenido diversas formaciones siendo las más importantes la primera, la segunda, la sexta y la octava.

### Primera formación no oficial (1983)
- Daniel F (voz y guitarra).
- Kimba Vilis (batería).
- Leo Scoria (bajo).

### Primera formación oficial (1983-1985)
- Daniel F (voz y guitarra).
- Kimba Vilis (batería).
- Raúl Montañez (guitarra).
- Leo Scoria (bajo).

### Segunda formación (1992-1995)
- Daniel F (voz y guitarra).
- Montaña (bajo).
- Kimba Vilis (batería).

### Tercera formación (1995-1996)
- Daniel F (voz y guitarra).
- Montaña (bajo).
- Kimba Vilis (batería).

### Cuarta formación (1996-1997)
- Daniel F (voz y guitarra).
- Luis Lucho Sanguinetti (bajo).
- Kimba Vilis (batería).

### Quinta formación (1997-1999)
- Daniel F (voz y guitarra).
- Lucho Sanguinetti (bajo).
- Julio Romani (teclados).
- Kimba Vilis (batería).

### Sexta formación (1999-2001)
- Daniel F (voz y guitarra).
- Lucho Sanguinetti (bajo).
- Aldo Toledo (teclados).
- Nilo Borges (violín).
- Kimba Vilis (batería).

### Séptima formación (2001-2003)
- Daniel F (voz y guitarra).
- Kimba Vilis (coros y cantante alterno).
- Lucho Sanguinetti (bajo).
- Aldo Toledo (teclados).
- Nilo Borges (violín).
- Adrián Arguedas (batería).

### Octava formación (2003-2008)
- Daniel F (voz y segunda guitarra).
- Kimba Vilis (coros y cantante alterno).
- Walter Peche (primera guitarra).
- Kike Altez (bajo).
- Aldo Toledo (teclados).
- Nilo Borges (violín).
- Adrián Arguedas (batería).

### Novena formación
- Daniel F (voz y segunda guitarra).
- Walter Peche (primera guitarra).
- Kike Altez (bajo).
- Dennis Carranza (teclados).
- Jano Baquetín Anaya (batería).

### Décima formación
- Daniel F (voz y segunda guitarra).
- Raúl Montaña (bajo y guitarra).
- Erick Saavedra (batería).
- Hernan Cortez (Segunda voz).

### Undécima formación
- Daniel F (voz y segunda guitarra).
- Joan Cachay (bajo y guitarra).
- Erick Saavedra (batería).
- Charlie Parra del Riego (primera guitarra).